# Santa Cruz, Valle de Chalco Solidaridad
Santa Cruz  är en ort i Mexiko, tillhörande kommunen Valle de Chalco Solidaridad i delstaten Mexiko. Santa Cruz ligger i den centrala delen av landet och tillhör Mexico Citys storstadsområde. Orten hade 228 invånare vid folkräkningen 2010.